# Tephrocyon
Tephrocyon — вимерлий рід підродини псових Borophaginae, що родом із Північної Америки. Вони жили на барстовському етапі середнього міоцену 16.3–13.6 Ma. Скам'янілості в західній Небрасці, Вайомінгу, східному Орегоні, Нью-Мексико та північній Флориді. Це був псовий середнього розміру і більш м'ясоїдний, ніж попередні борофагіни.